# Afecto (psicología)

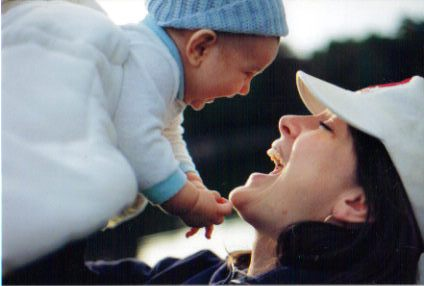
Una madre y su niño mostrando afecto.

En psicología un afecto es un sentimiento o una emoción. En el lenguaje coloquial y cotidiano se usa la palabra para  «especialmente el amor o el cariño» (RAE), pero en el lenguaje psicológico el odio, por ejemplo, también es un afecto.

## Dimensiones de los afectos
Para los afectos pueden definirse tres dimensiones principales: valencia, excitación e intensidad.
- La valencia es la valoración positiva, neutra o negativa que hace del afecto la persona que lo experimenta.[2]
- La excitación es la reacción del organismo de la persona que experimenta el afecto. Se puede medir objetivamente como activación del sistema nervioso simpático, pero también puede evaluarse subjetivamente a través del autoinforme (lo que la persona dice o escribe sobre lo que experimenta).
- La intensidad motivacional se refiere al impulso para actuar, acercándose al estímulo que ha producido la emoción o alejándose de él, y a si interactuar o no con dicho estímulo.

Es importante tener en cuenta que la excitación es diferente de la intensidad motivacional. Si bien la excitación es un constructo que está estrechamente relacionado con la intensidad motivacional, difieren en que la motivación necesariamente implica acción, mientras que la excitación no (el organismo puede reaccionar ante un afecto, por ejemplo acelerando el ritmo cardíaco, sin que ello implique acción).

## Pantalla de afecto
Afecto a veces se usa para significar "pantalla de afecto", que es "un comportamiento facial, vocal o gestual que sirve como indicador de afecto" (APA 2006).

## Efectos
En psicología, el afecto define la interacción de un organismo con un estímulo.
El afecto puede influir en el alcance cognitivo (la amplitud de los procesos cognitivos). Inicialmente, se pensó que los afectos positivos ampliaban el alcance de los procesos cognitivos, mientras que los negativos los reducían. Sin embargo, la evidencia ahora sugiere que los afectos de alta intensidad motivacional reducen el alcance de los procesos cognitivos, mientras que los de baja intensidad lo amplían. El constructo del alcance cognitivo podría ser valioso en la psicología cognitiva. 

## Tolerencia al afecto

Estímulos de placer

Según un artículo de investigación sobre la tolerancia al afecto escrito por el psiquiatra Jerome Sashin, "la tolerancia al afecto se puede definir como la capacidad de responder a un estímulo que normalmente se esperaría que produzca afectos". Por ejemplo, cuando dos personas amigas se abrazan, normalmente las dos experimentarán un afecto de cariño. Pero si una de ellas tiene baja tolerancia al afecto, no experimentará nada. Esto está estrechamente relacionado con la alexitimia.
“La alexitimia es un fenómeno subclínico que implica una falta de conciencia emocional o, más específicamente, dificultad para identificar y describir los sentimientos y para distinguir los sentimientos de las sensaciones corporales de la excitación emocional". En esencia, la alexitimia es una incapacidad para que un individuo reconozca qué emociones está sintiendo, así como una incapacidad para describirlas.  Según Dalya Samur Archivado el 9 de enero de 2022 en Wayback Machine. y sus colegas, se ha demostrado que las personas con alexitimia tienen mayor riesgo de suicidio, enfermedad mental y muertes.
Los factores de tolerancia al afecto incluyen la sensibilidad a la ansiedad, la intolerancia a la incertidumbre y la tolerancia a la angustia emocional, los cuales pueden ser ayudados por la atención plena. La atención plena se refiere a la práctica de ser hiperconsciente de los propios sentimientos, pensamientos, sensaciones y el estímulo del entorno que te rodea, no de una manera que induce a la ansiedad, sino de una manera suave y agradable. Se ha demostrado que la atención plena produce "un mayor bienestar subjetivo, una reducción de los síntomas psicológicos y la reactividad emocional, y una mejor regulación del comportamiento". 

## Relación con el comportamiento y la cognición
El dominio afectivo representa una de las tres divisiones descritas en la psicología moderna: las otras dos son el conductual y el cognitivo. Clásicamente, estas divisiones también se han referido como los "ABC de la psicología"; sin embargo, en ciertos puntos de vista, lo cognitivo puede considerarse como una parte de lo afectivo, o lo afectivo como una parte de lo cognitivo; es importante señalar que "los estados cognitivos y afectivos...[son] categorías meramente analíticas".."

## Factores instintivos y cognitivos en la causalidad del afecto
"Afecto" puede significar una reacción instintiva a la estimulación que ocurre antes de los procesos cognitivos típicos considerados necesarios para la formación de una emoción más compleja. Robert B. Zajonc afirma que esta reacción a los estímulos es primaria para los seres humanos y que es la reacción dominante para los organismos no humanos. Zajonc sugiere que las reacciones afectivas pueden ocurrir sin una codificación perceptiva y cognitiva extensa y realizarse antes y con mayor confianza que los juicios cognitivos (Zajonc, 1980).
Muchos teóricos (por ejemplo, Lazarus, 1982) consideran que el afecto es post-cognitivo: provocado solo después de que se haya logrado una cierta cantidad de procesamiento cognitivo de la información. Desde este punto de vista, reacciones afectivas como el gusto, el disgusto, la evaluación o la experiencia de placer o disgusto son el resultado de un proceso cognitivo previo diferente que hace que una variedad de discriminaciones de contenido e identifique características, las examine para encontrar valor y las sopese de acuerdo con sus contribuciones (Brewin, 1989). Algunos estudiosos (por ejemplo, Lerner y Keltner 2000) argumentan que el afecto puede ser tanto pre-cognitivo como post-cognitivo: las respuestas emocionales iniciales producen pensamientos, que producen afecto. En una iteración adicional, algunos estudiosos argumentan que el afecto es necesario para permitir modos más racionales de cognición (por ejemplo, Damasio 1994).
Una divergencia de un modelo de refuerzo estrecho de la emoción permite otras perspectivas sobre cómo el afecto influye en el desarrollo emocional. Por lo tanto, el temperamento, el desarrollo cognitivo, los patrones de socialización y la idiosincrasias de la familia o subcultura de uno pueden interactuar de manera no lineal. Por ejemplo, el temperamento de un bebé altamente reactivo / poco autocalmante puede afectar "desproporcionadamente" el proceso de regulación de las emociones en los primeros meses de vida (Griffiths, 1997). 
Algunas otras ciencias sociales, como la geografía o la antropología, han adoptado el concepto de afecto durante la última década. En el psicoanálisis francés, una contribución importante al campo del afecto proviene de André Verde. El enfoque en el afecto se ha derivado en gran medida del trabajo de Deleuze y ha traído preocupaciones emocionales y viscerales a discursos convencionales como los de la geopolítica, la vida urbana y la cultura material. El afecto también ha desafiado las metodologías de las ciencias sociales al enfatizar el poder somático sobre la idea de una objetividad eliminada y, por lo tanto, tiene fuertes vínculos con la teoría no representacional contemporánea. 

## Historia
La concepción moderna del afecto se desarrolló en el siglo 19 con Wilhelm Wundt. La palabra proviene del latín affectus (originalmente un adjetivo, usado posteriormente también como sustantivo)ː «disposición, ánimo, estado mental o corporal producido por una influencia externa».
Se han realizado varios experimentos en el estudio de las preferencias afectivas sociales y psicológicas (es decir, lo que a la gente le gusta o no le gusta). Se han realizado investigaciones específicas sobre preferencias, actitudes, formación de impresión, y toma de decisiones. Esta investigación contrasta los hallazgos con la memoria de reconocimiento (juicios antiguos-nuevos), lo que permite a los investigadores demostrar distinciones confiables entre los dos. Los juicios basados en el afecto y los procesos cognitivos se han examinado con diferencias notables indicadas, y algunos argumentan que el afecto y la cognición están bajo el control de sistemas separados y parcialmente independientes que pueden influenciarse entre sí de diversas maneras (Zajonc, 1980).
Tanto el afecto como la cognición pueden constituir fuentes independientes de efectos dentro de los sistemas de procesamiento de la información. Otros sugieren que la emoción es el resultado de un resultado anticipado, experimentado o imaginado de una transacción adaptativa entre el organismo y el medio ambiente, por lo tanto, los procesos de evaluación cognitiva son claves para el desarrollo y la expresión de una emoción (Lazarus, 1982).

## Medición psicométrica
Se ha encontrado que el afecto en todas las culturas comprende dimensiones positivas y negativas. La medida más comúnmente utilizada en la investigación académica es el Programa de Afecto Positivo y Negativo (PANAS). El PANAS es una medida léxica desarrollada en un entorno norteamericano y que consta de 20 elementos de una sola palabra, por ejemplo, excitado, alerta, determinado para el afecto positivo y molesto, culpable y nervioso por el afecto negativo. Sin embargo, se ha encontrado que algunos de los elementos de PANAS son redundantes o tienen significados ambiguos para los angloparlantes de culturas no norteamericanas. Como resultado, se ha desarrollado y validado una forma corta internacionalmente confiable, el I-PANAS-SF, que comprende dos escalas de 5 ítems con confiabilidad interna, invariancia factorial entre muestras e interculturales, estabilidad temporal, validez convergente y relacionada con criterios.
Mroczek y Kolarz también han desarrollado otro conjunto de escalas para medir el afecto positivo y negativo.  Cada una de las escalas tiene 6 ítems. Las escalas han mostrado evidencia de validez y confiabilidad aceptables en todas las culturas.

## Afecto y percepción no conscientes
En relación con la percepción, un tipo de afecto no consciente puede estar separado del procesamiento cognitivo de los estímulos ambientales. Una monojerarquía de percepción, afecto y cognición considera los roles de la excitación, las tendencias de atención, la primacía afectiva (Zajonc, 1980), las restricciones evolutivas (Shepard, 1984; 1994) y la percepción encubierta (Weiskrantz, 1997) dentro de la detección y el procesamiento de preferencias y discriminaciones. Las emociones son cadenas complejas de eventos desencadenados por ciertos estímulos. No hay manera de describir completamente una emoción conociendo sólo algunos de sus componentes. Los informes verbales de sentimientos a menudo son inexactos porque las personas pueden no saber exactamente lo que sienten, o pueden sentir varias emociones diferentes al mismo tiempo. También surgen situaciones en las que los individuos intentan ocultar sus sentimientos, y hay algunos que creen que los eventos públicos y privados rara vez coinciden exactamente, y que las palabras para los sentimientos son generalmente más ambiguas que las palabras para objetos o eventos. Por lo tanto, las emociones no conscientes deben medirse mediante medidas que eludan el autoinforme, como la Prueba de Afecto Implícito Positivo y Negativo (IPANAT; Quirin, Kazén, & Kuhl, 2009).
Las respuestas afectivas, por otro lado, son más básicas y pueden ser menos problemáticas en términos de evaluación. Brewin ha propuesto dos procesos experienciales que enmarcan las relaciones no cognitivas entre diversas experiencias afectivas: aquellos que son disposiciones precableadas (es decir, procesos no conscientes), capaces de "seleccionar de la matriz total de estímulos aquellos estímulos que son causalmente relevantes, utilizando criterios tales como la prominencia perceptiva, las señales espaciotemporales y el valor predictivo en relación con los datos almacenados en la memoria" (Brewin, 1989, p. 381), y los que son automáticos (es decir, procesos subconscientes), caracterizados como "rápidos, relativamente inflexibles y difíciles de modificar... (requiriendo) una atención mínima para que ocurra y... (capaz de ser) activado sin intención ni conciencia" (1989 p. 381). Pero se debe considerar una nota sobre las diferencias entre afecto y emoción.

## Excitación
La excitación es una respuesta  fisiológica básica a la presentación de estímulos. Cuando esto ocurre, un proceso afectivo no consciente toma la forma de dos mecanismos de control: uno movilizador y otro inmovilizador. Dentro del cerebro humano, la amígdala regula una reacción instintiva que inicia este proceso de excitación, ya sea congelando al individuo o acelerando la movilización.
La respuesta de excitación se ilustra en estudios centrados en sistemas de recompensa que controlan el comportamiento de búsqueda de alimentos (Balleine, 2005). Los investigadores se han centrado en los procesos de aprendizaje y los procesos modulatorios que están presentes al codificar y recuperar los valores de los objetivos. Cuando un organismo busca alimento, la anticipación de la recompensa basada en eventos ambientales se convierte en otra influencia en la búsqueda de alimentos que está separada de la recompensa de los alimentos en sí. Por lo tanto, ganar la recompensa y anticipar la recompensa son procesos separados y ambos crean una influencia excitatoria de las señales relacionadas con la recompensa. Ambos procesos están disociados a nivel de la amígdala, y están funcionalmente integrados dentro de sistemas neuronales más grandes.

## Intensidad motivacional y alcance cognitivo

### Medición del alcance cognitivo
El alcance cognitivo se puede medir mediante tareas que involucran atención, percepción, categorización y memoria. Algunos estudios utilizan una tarea de atención de flanqueo para determinar si el alcance cognitivo se amplía o se reduce. Por ejemplo, usando las letras "H" y "N", los participantes deben identificar lo más rápido posible la letra central de 5 cuando todas las letras son iguales (por ejemplo, "HHHHH") y cuando la letra del medio es diferente de las letras flanqueantes (por ejemplo, "HHNHH").   Se indicaría un alcance cognitivo ampliado si los tiempos de reacción difirieran mucho de cuando todas las letras eran iguales en comparación con cuando la letra del medio es diferente. En otros estudios se utiliza una tarea de atención de Navon para medir la diferencia en el alcance cognitivo. Una letra grande se compone de letras más pequeñas, en la mayoría de los casos "L" o "F" más pequeñas que conforman la forma de la letra "T" o "H" o viceversa. El alcance cognitivo ampliado se sugeriría mediante una reacción más rápida para nombrar la letra más grande, mientras que el alcance cognitivo reducido se sugeriría mediante una reacción más rápida para nombrar las letras más pequeñas dentro de la letra más grande. También se puede utilizar un paradigma de monitoreo de fuentes para medir cuánta información contextual se percibe: por ejemplo, los participantes tienen la tarea de ver una pantalla que muestra en serie las palabras que se memorizan durante 3 segundos cada una, y también tienen que recordar si la palabra apareció en la mitad izquierda o derecha de la pantalla. Las palabras también estaban encerradas en una caja de colores, pero los participantes no sabían que finalmente se les preguntaría en qué caja de colores aparecía la palabra.

### Principales resultados de la investigación
La intensidad de la motivación se refiere a la fuerza del impulso de moverse hacia o lejos de un estímulo en particular.
Los estados afectivos de ira y miedo, inducidos a través de clips de película, conferían una atención más selectiva a una tarea de flanker en comparación con los controles indicados por tiempos de reacción que no eran muy diferentes, incluso cuando las letras de flanqueo eran diferentes de la letra objetivo media.  Tanto la ira como el miedo tienen una alta intensidad motivacional porque la propulsión para actuar sería alta frente a un estímulo enojado o temeroso, como una persona que grita o una serpiente en espiral. Afecta a la alta intensidad motivacional, por lo tanto, el alcance cognitivo estrecho hace que las personas puedan centrarse más en la información objetivo.  Después de ver una imagen triste, los participantes fueron más rápidos para identificar la letra más grande en una tarea de atención de Navon, lo que sugiere un alcance cognitivo más global o ampliado. Se cree que la emoción triste a veces tiene baja intensidad motivacional. Pero, después de ver una imagen repugnante, los participantes fueron más rápidos en identificar las letras componentes, lo que indica un alcance cognitivo localizado más estrecho. El disgusto tiene una alta intensidad motivacional. Afecta a una alta intensidad motivacional, por lo tanto, el alcance cognitivo estrecho hace que las personas puedan centrarse más en la información central. mientras que afecta a la baja intensidad motivacional amplió el alcance cognitivo permitiendo una interpretación global más rápida. Los cambios en el alcance cognitivo asociados con diferentes estados afectivos son evolutivamente adaptativos porque los efectos de alta intensidad motivacional provocados por estímulos que requieren movimiento y acción deben enfocarse, en un fenómeno conocido como comportamiento dirigido a objetivos. Por ejemplo, en los primeros tiempos ver un león (estímulo temeroso) probablemente provocaba un estado afectivo negativo, pero de alta motivación (miedo) en el que el ser humano era impulsado a huir. En este caso el objetivo sería evitar ser asesinado.
Moviendo allende estados afectivos negativos justos, los investigadores quisieron probar si o no el negativos o los estados afectivos positivos variados entre altos e intensidad motivacional baja. Para evaluar esta teoría, Harmon-Jones, Gable y el precio creó un experimento que utiliza appetitive el cuadro que prepara y el Navon tarea, el cual les dejaría para medir el attentional alcance con la detección del Navon letras. El Navon la tarea incluyó un neutro afecta condición de comparación. Típicamente, los estados neutros causan atención ampliada con un estímulo neutro. Pronosticaron que un anchos attentional el alcance podría causar una detección más rápida de global (grande) letras, mientras que un estrechos attentional el alcance podría causar una detección más rápida de local (pequeño) letras. La evidencia probó que el appetitive los estímulos produjeron un angostados attentional alcance. El experimenters más allá aumentó el angostado attentional alcance en appetitive estímulos por decir participantes  serían dejados para consumir los postres mostrados en los cuadros. Los resultados revelaron que su hipótesis era correcta en aquel el ancho attentional el alcance dirigió a detección más rápida de letras globales y el angostados attentional el alcance dirigió a detección más rápida de letras locales.
Más allá de los estados afectivos negativos, los investigadores querían probar si los estados afectivos negativos o positivos variaban o no entre la intensidad motivacional alta y baja. Para evaluar esta teoría, Harmon-Jones, Gable y Price crearon un experimento utilizando preparación de imágenes apetitivas y la tarea de Navon, que les permitiría medir el alcance atencional con la detección de las letras de Navon. La tarea de Navon incluía una condición de comparación de afecto neutro. Por lo general, los estados neutrales causan una mayor atención con un estímulo neutral. Predijeron que un amplio alcance atencional podría causar una detección más rápida de letras globales (grandes), mientras que un alcance atencional estrecho podría causar una detección más rápida de letras locales (pequeñas). La evidencia demostró que los estímulos apetitivos produjeron un alcance atencional reducido. Los experimentadores aumentaron aún más el alcance atencional reducido en los estímulos apetitosos al decirles a los participantes que se les permitiría consumir los postres que se muestran en las imágenes. Los resultados revelaron que su hipótesis era correcta en el sentido de que el amplio alcance atencional condujo a una detección más rápida de las letras globales y el alcance atencional reducido condujo a una detección más rápida de las letras locales.
Los investigadores Bradley, Codispoti, Cuthbert y Lang quería seguir examinando las reacciones emocionales en la preparación de imágenes. En lugar de usar un estímulo apetitivo, usaron conjuntos de estímulos del Sistema Internacional de Imágenes Afectivas (International Affective Picture System-IAPS). El conjunto de imágenes incluye varias imágenes desagradables como serpientes, insectos, escenas de ataque, accidentes, enfermedades y pérdidas. Predijeron que la imagen desagradable estimularía una respuesta de intensidad motivacional defensiva, que produciría una fuerte excitación emocional, como respuestas de las glándulas cutáneas y desaceleración cardíaca. Los participantes calificaron las imágenes en función de la valencia, la excitación y el dominio en la escala de calificación del maniquí de autoevaluación (Self-Assessment Manikin-SAM). Los hallazgos fueron consistentes con la hipótesis y probaron que la emoción se organiza motivacionalmente por la intensidad de activación en los sistemas apetitivos o defensivos.
Antes de la investigación en 2013, Harmon-Jones y Gable realizaron un experimento para examinar si la activación neuronal relacionada con la intensidad de la motivación de acercamiento (actividad frontal central izquierda) desencadenaría el efecto de los estímulos apetitivos en la atención limitada. También probaron si las diferencias individuales en la motivación del enfoque están asociadas con el estrechamiento atencional. Para probar la hipótesis, los investigadores utilizaron la misma tarea de Navon con imágenes apetitivas y neutras, además de que los participantes indicaran cuánto tiempo desde la última vez que habían comido en minutos. Para examinar la activación neuronal, los investigadores utilizaron una electroencefalografía y registraron los movimientos oculares para detectar qué regiones del cerebro se estaban utilizando durante la motivación de aproximación. Los resultados apoyaron la hipótesis que sugiere que el hemisferio frontal-central izquierdo es relativo para los procesos motivacionales de acercamiento y el alcance atencional reducido. A algunos psicólogos les preocupaba que los individuos que tenían hambre tuvieran un aumento en el frontal-central izquierdo debido a la frustración. Se demostró que esta afirmación era falsa porque la investigación muestra que las imágenes de postres aumentan el afecto positivo incluso en las personas hambrientas. Los hallazgos revelaron que el alcance cognitivo reducido tiene la capacidad de ayudarnos en el logro de objetivos.

### Aplicaciones clínicas
Más tarde, los investigadores conectaron la intensidad motivacional con las aplicaciones clínicas y encontraron que las imágenes relacionadas con el alcohol causaban una atención reducida para las personas que tenían una fuerte motivación para consumir alcohol. Los investigadores probaron a los participantes exponiéndolos al alcohol y a imágenes neutras. Después de que la imagen se mostró en una pantalla, los participantes terminaron una prueba que evaluaba el enfoque atencional. Los hallazgos demostraron que la exposición a imágenes relacionadas con el alcohol condujo a un estrechamiento del enfoque atencional para las personas que estaban motivadas a consumir alcohol. Sin embargo, la exposición a imágenes neutras no se correlacionó con la motivación relacionada con el alcohol para manipular el enfoque atencional. La teoría de la miopía del alcohol (Alcohol Myopia-AMT) establece que el consumo de alcohol reduce la cantidad de información disponible en la memoria, lo que también reduce la atención, por lo que solo los elementos más proximales o las fuentes llamativas se engloban en el alcance atencional. Esta atención reducida lleva a las personas intoxicadas a tomar decisiones más extremas de lo que lo harían cuando están sobrias. Los investigadores proporcionaron evidencia de que los estímulos relacionados con la sustancia captan la atención de los individuos cuando tienen una motivación alta e intensa para consumir la sustancia. La intensidad motivacional y el estrechamiento de la atención inducido por señales tienen un papel único en la configuración de la decisión inicial de las personas de consumir alcohol. En 2013, psicólogos de la Universidad de Misuri investigaron la conexión entre la orientación al logro deportivo y los resultados del alcohol. Pidieron a los atletas universitarios que completaran un cuestionario de orientación deportiva que medía su orientación al logro relacionada con el deporte en tres escalas: competitividad, orientación a la victoria y orientación a los objetivos. Los participantes también completaron evaluaciones del consumo de alcohol y los problemas relacionados con el alcohol. Los resultados revelaron que la orientación a los objetivos de los atletas se asoció significativamente con el consumo de alcohol, pero no con problemas relacionados con el alcohol.
En términos de implicaciones y aplicaciones psicopatológicas, los estudiantes universitarios que mostraban síntomas depresivos fueron mejores para recuperar información contextual aparentemente "no relevante" de una tarea de paradigma de monitoreo de fuentes.  Es decir, los estudiantes con síntomas depresivos identificaron mejor el color de la caja en el que se encontraba la palabra en comparación con los estudiantes no deprimidos. La tristeza (baja intensidad motivacional) generalmente se asocia con la depresión, por lo que el enfoque más amplio en la información contextual de los estudiantes más tristes apoya que los afectos de alta intensidad motivacional reduzcan el alcance cognitivo, mientras que los afectos de baja intensidad motivacional amplíen el alcance cognitivo..
La teoría de la intensidad motivacional sostiene que la dificultad de una tarea combinada con la importancia del éxito determina la energía invertida por un individuo. La teoría tiene tres niveles principales. La capa más interna explica que el comportamiento humano está guiado por el deseo de conservar la mayor cantidad de energía posible. Los individuos pretenden evitar el derroche de energía, por lo que invierten sólo la necesaria para completar la tarea. La capa intermedia se centra en la dificultad de las tareas combinada con la importancia del éxito y cómo esto afecta a la conservación de la energía. La persona es libre de elegir entre varias opciones posibles de dificultad de la tarea. La teoría de la intensidad motivacional ofrece un marco lógico y coherente para la investigación. Los investigadores pueden predecir las acciones de una persona asumiendo que el esfuerzo se refiere a la inversión de energía. La teoría de la intensidad motivacional se utiliza para mostrar cómo se correlacionan los cambios en el atractivo de la meta y la inversión de energía.

## El estado de ánimo
Humor, al igual que la emoción, es un estado afectivo. Sin embargo, una emoción tiende a tener un enfoque claro (es decir, su causa es evidente), mientras que el estado de ánimo tiende a ser más desenfocado y difuso. El estado de ánimo, según Batson, Shaw y Oleson (1992), implica el tono y la intensidad y un conjunto estructurado de creencias sobre las expectativas generales de una experiencia futura de placer o dolor, o de afecto positivo o negativo en el futuro. A diferencia de las reacciones instantáneas que producen afecto o emoción, y que cambian con las expectativas de placer o dolor futuros, los estados de ánimo, al ser difusos y desenfocados y, por tanto, más difíciles de afrontar, pueden durar días, semanas, meses o incluso años (Schucman, 1975). Los estados de ánimo son construcciones hipotéticas que describen el estado emocional de un individuo. Los investigadores suelen inferir la existencia de estados de ánimo a partir de una serie de referentes conductuales (Blechman, 1990). El afecto negativo habitual y el estado de ánimo negativo son característicos de un alto neuroticismo.
El afecto positivo y el afecto negativo (PANAS) representan dominios independientes de emoción en la población general, y el afecto positivo está fuertemente vinculado a la interacción social. Los acontecimientos diarios positivos y negativos muestran relaciones independientes con el bienestar subjetivo, y el afecto positivo está fuertemente vinculado a la actividad social.  Investigaciones recientes sugieren que un alto apoyo funcional está relacionado con niveles más altos de afecto. En su trabajo sobre la activación del afecto negativo y el ruido blanco, Seidner encontró apoyo a la existencia de un mecanismo de activación del afecto negativo en relación con la devaluación de los hablantes de otros orígenes étnicos. El proceso exacto a través del cual el apoyo social está vinculado al afecto positivo sigue sin estar claro. El proceso podría derivarse de la interacción social predecible y regularizada, de las actividades de ocio en las que el objetivo es la relajación y el estado de ánimo positivo, o del disfrute de las actividades compartidas. Las técnicas utilizadas para cambiar un estado de ánimo negativo a uno positivo se denominan estrategias de reparación del estado de ánimo.

## Interacción social
La muestra de afecto es una faceta fundamental de la comunicación interpersonal. Los psicólogos evolutivos han planteado la hipótesis de que los homínidos han evolucionado con una sofisticada capacidad para leer las manifestaciones de afecto.
Las emociones se describen como procesos dinámicos que median en la relación del individuo con un entorno social en continuo cambio.  En otras palabras, se considera que las emociones son procesos que establecen, mantienen o interrumpen la relación entre el organismo y el entorno en asuntos de importancia para la persona.
La mayoría de los fenómenos sociales y psicológicos se producen como resultado de interacciones repetidas entre múltiples individuos a lo largo del tiempo. Estas interacciones deben considerarse como un sistema multivalente, un sistema que contiene múltiples agentes que interactúan entre sí y/o con su entorno a lo largo del tiempo. Los resultados de los comportamientos de los agentes individuales son interdependientes: La capacidad de cada agente para alcanzar sus objetivos depende no sólo de lo que hace él, sino también de lo que hacen los demás agentes.
Las emociones son una de las principales fuentes de interacción. Las emociones de un individuo influyen en las emociones, los pensamientos y los comportamientos de los demás; las reacciones de los demás pueden entonces influir en sus futuras interacciones con el individuo que expresa la emoción original, así como en las futuras emociones y comportamientos de ese individuo. La emoción opera en ciclos que pueden involucrar a múltiples personas en un proceso de influencia recíproca.
El afecto, la emoción o el sentimiento se muestran a los demás a través de expresiones faciales, gestos con las manos, posturas, características de la voz y otras manifestaciones físicas. Estas manifestaciones de afecto varían entre las culturas y dentro de ellas, y se manifiestan de diversas formas que van desde las expresiones faciales más discretas hasta los gestos más dramáticos y prolíficos.
Los observadores son sensibles a las emociones de los agentes y son capaces de reconocer los mensajes que estas emociones transmiten. Reaccionan y sacan conclusiones de las emociones de un agente. La emoción que muestra un agente puede no ser un reflejo auténtico de su estado real (véase también Trabajo emocional).
Las emociones de los agentes pueden tener efectos sobre cuatro grandes conjuntos de factores:
1. Las emociones de otras personas
2. Inferencias de otras persona
3. Comportamientos de otras persona
4. y relaciones entre el agente y otras personas.

La emoción puede afectar no sólo a la persona a la que va dirigida, sino también a terceros que observan la emoción de un agente. Además, las emociones pueden afectar a entidades sociales más amplias, como un grupo o un equipo. Las emociones son un tipo de mensaje y, por tanto, pueden influir en las emociones, las atribuciones y los consiguientes comportamientos de los demás, evocando potencialmente un proceso de retroalimentación hacia el agente original.
Los sentimientos de los agentes evocan sentimientos en los demás mediante dos mecanismos distintos sugeridos:
- Contagio de emociones: las personas tienden a imitar automática e inconscientemente las expresiones no verbales. La imitación también se produce en las interacciones que implican únicamente intercambios textuales.[32]
- Interpretación de las emociones: un individuo puede percibir que un agente siente una determinada emoción y reaccionar con emociones propias complementarias o adecuadas a la situación. Los sentimientos de los demás difieren de los del agente original y los complementan de algún modo.[33]

Las personas no sólo pueden reaccionar emocionalmente, sino que también pueden hacer inferencias sobre los agentes emotivos, como el estatus social o el poder de un agente emotivo, su competencia y su credibilidad, Por ejemplo, un agente que se presume enfadado también puede presumir de tener un alto poder.